# 크루퇴넨

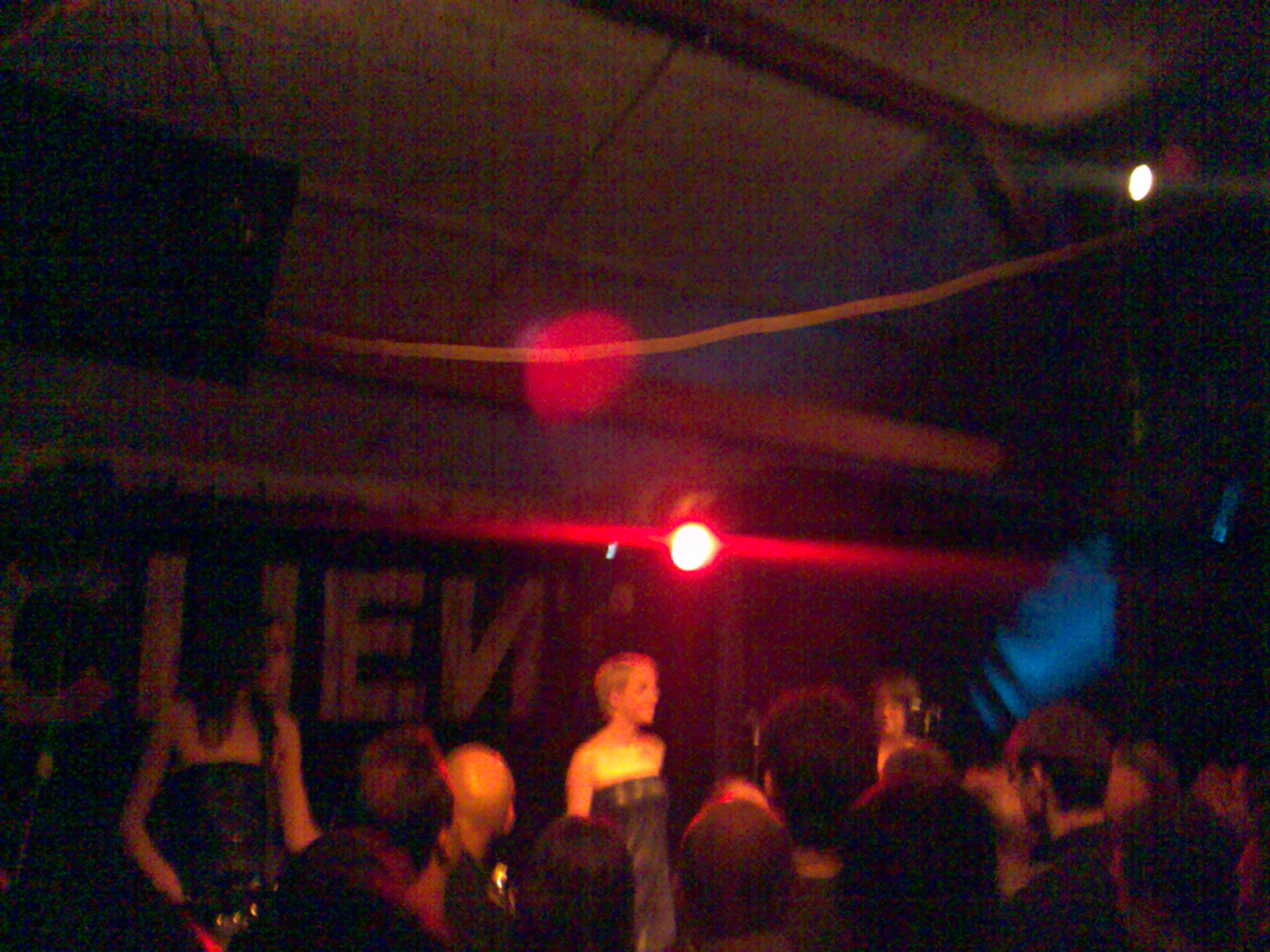
크루퇴넨

크루퇴넨(덴마크어: Krudttønden)은 덴마크 코펜하겐에 있는 카페이다.

## 2015년 테러
2015년 2월 14일, 테러 사건이 발생하여 영화 감독 핀 뇌가르가 사망하고, 3명의 경찰관이 부상당했다.